# Función K
En matemáticas, la función K, típicamente denotada por K(z), es una generalización del hiperfactorial para los números complejos, similar a la generalización del factorial a la función Gamma.
Formalmente, la función K está definida como
{\displaystyle K(z)=(2\pi )^{-{\frac {z-1}{2}}}\exp \left[{\binom {z}{2}}+\int _{0}^{z-1}\ln \Gamma (t+1)\,dt\right].}
que también puede expresarse en forma compacta como
{\displaystyle K(z)=\exp {\bigl [}\zeta '(-1,z)-\zeta '(-1){\bigr ]}}
donde ζ'(z) denota la derivada de la función zeta de Riemann,  ζ(a,z) denota la función zeta de Hurwitz y
{\displaystyle \zeta '(a,z)\ {\stackrel {\mathrm {def} }{=}}\ \left.{\frac {\partial \zeta (s,z)}{\partial s}}\right|_{s=a}.}
Otra expresión para la función poligamma es
{\displaystyle K(z)=\exp \left[\psi ^{(-2)}(z)+{\frac {z^{2}-z}{2}}-{\frac {z}{2}}\ln 2\pi \right]}
O utilizando la función de poligamma balanceada:
{\displaystyle K(z)=A\exp \left[\psi (-2,z)+{\frac {z^{2}-z}{2}}\right]}
donde A es la constante de Glaisher.
La función K está estrechamente relacionada con la función Gamma y con la función G de Barnes; para números naturales n, tenemos
La fórmula para la función usa sólo números naturales. Debemos empezar por el número 1 y elevarlo a sí mismo. Luego lo multiplicamos por 2 elevado a sí mismo (o sea al cuadrado). Luego lo multiplicamos por 3 elevado al cubo y así sucesivamente. O sea, (1^1)x(2^2)x(3^3) y así continuamente.
Los primeros valores son
1, 4, 108, 27648, 86400000, 4031078400000, 3319766398771200000, ... (((sucesión A002109 en OEIS) )).